# Mocedades 10
Mocedades 10 es el décimo álbum del grupo vocal español Mocedades, grabado en 1978, y lanzado a la vez que Kantaldia, con el objetivo de lanzar un álbum en castellano a la vez que lanzaban el otro en euskera. 
El primer sencillo "¿Quién te Cantará?" fue presentado durante la Mostra Musical Mallorca '78. También incluye una nueva versión de "Más allá" grabada por los 6 históricos.

## Canciones
1. "Bienvenida campesina" (3:28)
2. "Gracias amor" (4:07)
3. "Danny Boy" (3:03)
4. "Poco a poco" (3:30)
5. "Yo no quiero saber" (2:20)
6. "¿Quién te cantará?" (4:02)
7. "Más allá" (4:37)
8. "Todo" (3:48)
9. "No soy fuerte" (3:13)
10. "La barca de oro" (3:28)

- Datos: Q6019913